# Jérôme Champagne
Jérôme Champagne (Paris, 15 de junho de 1958) é um diplomata francês e consultor de futebol internacional. Exerceu funções na diplomacia de 1983 a 1998 e foi dirigente da FIFA de 1999 a 2010.
Depois de atuar como conselheiro diplomático e chefe de protocolo do Comitê Organizador Local da Copa do Mundo FIFA de 1998, tornou-se dirigente da FIFA, desempenhando sucessivamente as funções de conselheiro internacional do presidente (1999-2002), vice-secretário-geral (2002-2005), secretário do presidente para assuntos especiais (2005-2007) e diretor de relações internacionais (2007-2010), sempre durante o mandato do presidente Sepp Blatter.
Saiu da FIFA em 2010 e trabalhou no Festival Internacional de Artes Negras de Dakar (2010) antes de se tornar conselheiro da Federação Palestina de Futebol e do Comitê Olímpico Nacional Palestino, da Federação de Futebol do Kosovo, da Federação de Futebol do República Turca de Chipre do Norte e, por fim, do clube congolês Tout Puissant Mazembe.
Jérôme Champagne é apontado como potencial candidato à eleição presidencial da FIFA em 2015.

## Formação
Jérôme Champagne estudou no Lycée d’Arsonval, em Saint-Maur-des-Fossés (França), subúrbio de Paris, antes de entrar em 1978 para o Institut d'Etudes Politiques de Paris, onde se formou em 1981, e no Instituto Nacional de Idiomas e Civilizações Orientais. Admissivel na Escola Nacional de Administração em 1982, tornou-se, em seguida, secretário do Ministério das Relações Exteriores (França). 
Entre 1976 e 1983, Jérôme Champagne trabalhou como freelancer da revista France Football, sob a direção de fr:Jacques Ferran, fr:Jean-Philippe Rethacker e fr:Jacques Thibert.
Desde criança, Jérôme Champagne é torcedor fervoroso do Association Sportive de Saint-Étienne Loire, tendo viajado a Glasgow com milhares de outros franceses para assistir à final da Taça dos Clubes Campeões Europeus de 1975–76. Ele também torce pelo Futbol Club Barcelona, clube do qual é "sócio" desde 2009.
Jérôme Champagne é casado com uma americana e pai de três filhos. A familia mora na Suiça, no Cantão de Zurique.

## Carreira

### Carreira diplomática

#### Conselheiro de Relações Exteriores
Em 1983, Jérôme Champagne iniciou sua carreira de diplomata no cargo de secretário de Relações Exteriores. Entre 1983 e 1997, foi adido cultural e de cooperação técnica na embaixada da França em Omã (1983-1984), terceiro-secretário na embaixada da França em Cuba (1985-1987), conselheiro técnico no Departamento de Assuntos Econômicos - setor de Altas Tecnologias - do Ministério das Relações Exteriores (1987-1991), cônsul-geral adjunto no consulado geral da França em Los Angeles (1991-1995) e primeiro-secretário encarregado de política interna na embaixada da França no Brasil (1995-1997), onde recebeu a Ordem Nacional do Cruzeiro do Sul das mãos do então Ministro Extraordinário do Esporte, Pelé.

#### Conselheiro diplomático e chefe de protocolo do COL da França 1998
Durante seu mandato como vice-cônsul-geral, Jérôme Champagne foi apresentado aos dirigentes do Comitê Organizador Local (COL) da Copa do Mundo FIFA de 1998, os copresidentes fr:Fernand Sastre e Michel Platini, bem como o diretor-geral fr:Jacques Lambert. Em 1994, três dias antes da final da Copa do Mundo FIFA de 1994, ele organizou em Los Angeles, em nome do COL e do consulado geral da França, a cerimônia de 14 de julho, que tinha como tema a promoção da Copa do Mundo FIFA de 1998.
Em 1997, Jérôme Champagne tornou-se conselheiro diplomático e chefe de protocolo do COL da Copa do Mundo FIFA de 1998.
Por ocasião do Mundial, ele conheceu Sepp Blatter, então secretário-geral da FIFA e candidato à sucessão de João Havelange na presidência da entidade. Após ser eleito para comandar a FIFA em junho de 1998, Sepp Blatter chamou Jérôme Champagne para ser seu conselheiro internacional ao lado de Michel Platini, nomeado conselheiro de futebol do novo presidente da FIFA.

### Carreira na FIFA
Ao longo dos 11 anos que trabalhou na FIFA, Jérôme Champagne acompanhou de perto todas as questões de política esportiva e as relações com as federações afiliadas, mas também alguns projetos específicos.
No dia de sua destituição, em 15 de janeiro de 2010, a FIFA publicou um comunicado à imprensa no qual o presidente Sepp Blatter agradecia Jérôme Champagne "pelos 11 anos dedicados à entidade e pelos projetos realizados, como, entre outros, o Centenário da FIFA, a relação com os governos e a União Europeia e a promoção da especificidade do esporte perante esta, o programa 'Ganhar na África com a África', el apoyo al fútbol palestino, o apoio ao futebol palestino, o aprimoramento da relação entre FIFA e FIFPro em prol da governança do futebol mundial, o desenvolvimento do Centro Internacional de Estudos Esportivos (CIES), a relação com o Comité Olímpico Internacional e as federações internacionais."
Além disso, Jérôme Champagne ajudou o presidente Sepp Blatter a reeleger-se em 2002, o apoiou em maio de 2004 quando da escolha da África do Sul para sediar a Copa do Mundo FIFA de 2010 e trabalhou nos bastidores para eleger Michel Platini presidente da UEFA em janeiro de 2007.
Na área de desenvolvimento do futebol, foi encarregado em 2006 do programa "Ganhar na África com a África", idealizado em 2005 após um encontro entre Sepp Blatter e o presidente da África do Sul, Thabo Mbeki, com o objetivo de beneficiar toda a África pela realização da primeira Copa do Mundo FIFA no continente. Contando com um orçamento de 70 milhões de dólares, aprovado pelo Congresso da FIFA em Munique, em 2006, o programa possibilitou a construção de mais de 50 campos de grama sintética, a instalação de um sistema informatizado de registro de jogadores, a reformulação de diversas ligas nacionais e a realização de cursos de gestão esportiva no Egito, no Senegal e na África do Sul.
Jérôme Champagne foi responsável também por conduzir diversos sorteios em competições da FIFA, como o das Eliminatórias da Copa do Mundo FIFA de 2006 em dezembro de 2003.

### Consultor de futebol internacional
Em 2010, Jérôme Champagne deixou o cargo de diretor de relações internacionais da FIFA. Ao explicar sua saída, descreveu-se como um "fusível político".
A partir de então, passou a exercer a função de consultor de futebol internacional, a título individual, junto à agência Football Future.
Nomeado conselheiro da Federação Palestina de Futebol em 2010, trabalhou com o presidente da entidade, eng:Jibril Rajoub, na criação de uma liga profissional, no desenvolvimento do futebol feminino e na organização, em 2011, das primeiras partidas da história da seleção local em território palestino, válidas pelas Eliminatórias da Copa do Mundo FIFA de 2014 - Ásia, contra o Afeganistão, e pelo torneio classificatório para o Torneio Olímpico de Futebol Masculino, contra a Tailândia.
Jérôme Champagne desempenhou papel ativo na reconciliação entre os comitês olímpicos nacionais da Palestina e de Israel, liderada pelo Comité Olímpico Internacional após a visita de Jacques Rogge à região em outubro de 2010, e também nas negociações conduzidas pelo presidente da FIFA, Sepp Blatter, em 2013 para o estabelecimento de um mecanismo de mediação da FIFA entre as federações palestina e israelense.
Desde 2011, ele presta consultoria na busca da Federação de Futebol do Kosovo por reconhecimento internacional. 
Também em 2011, tornou-se conselheiro do clube congolês Tout Puissant Mazembe, presidido desde 1998 por eng:Moïse Katumbi Chapwe. Sua missão consiste em promover a internacionalização do clube e fazer dele um modelo para o continente africano.
Em meados de 2013, ao lado de fr:Jimmy Adjovi-Boco, ex-capitão da Seleção Beninense de Futebol, ele coordenou um trabalho de consultoria junto ao governo beninense para a definição de uma "estratégia de modernização" do futebol local.
Desde o segundo semestre de 2012, Jérôme Champagne tem liderado esforços na reaproximação entre as federações de futebol grega e turca do Chipre. Nesse sentido, teve participação ativa na assinatura, em 5 de novembro de 2013, do primeiro acordo entre as duas federações de futebol desde 1955, com vistas a uma futura reunificação.

## Ideias e posições
Jérôme Champagne é considerado um reformista. no mundo do futebol.
Ele denuncia os malefícios do individualismo e da vistão de curto prazo no futebol:
Como no resto do mundo e nas outras atividades humanas, o futebol tem experimentado ao longo dos últimos 20 anos uma perigosa mistura de desregulamentação da globalização num contexto de busca sistemática por todas as brechas possíveis - legais, fiscais, judiciárias, etc - nas regras do esporte.Original {{{{{língua}}}}}: "Quelle FIFA pour le XXIème siècle?"— Jérôme Champagne
Nesse sentido, dirigiu-se a todas as 209 federações de futebol em 2012, através de um documento de 26 páginas intitulado "Quelle FIFA pour le XXIème siècle?". Segundo ele, trata-se não de uma "abordagem de cima para baixo. Temos que colocar o futebol em primeiro lugar e nos conscientizar dessas questões centrais para definirmos o que é preciso ser feito e determinarmos o que pode vir a ser a FIFA do século XXI."

### "Os sete desafios de governança para o século XXI"
Jérôme Champagne identifica sete desafios para o futuro do futebol.
1. O desequilíbrio entre futebol amador e futebol profissional
2. O questionamento do equilíbrio entre futebol de clube e futebol de seleção
3. A divisão entre futebol europeu e futebol do resto do mundo
4. A precária relação entre jogadores e clubes
5. A relação do futebol com o dinheiro: sua necessidade e os perigos de seu excesso
6. A autonomia do futebol em relação ao poder político
7. Os excessos da desregulamentação econômica na economia do futebol

Segundo ele, essa importantes mudanças produziram "alguns vencedores, mas, principalmente, muitos perdedores":
Diante dessa crise da globalização sem governança, os estados perdem poder para os mercados e bolsas. Se você pegar essa última frase e substituir as palavras 'estados', 'mercados' e 'bolsas' por 'federações', 'ligas' e 'clubes' respectivamente, o paralelismo é ainda mais impressionante.— Jérôme Champagne

### "As 11 proposições concretas"
Para Jérôme Champagne, o debate sobre o futuro da FIFA deve girar em torno de quatro eixos: uma governança mundial do futebol dominada por uma FIFA pró-ativa, o reposicionamento das federações para o centro do processo decisório, uma redistribuição mais justa das receitas do futebol para compensar as atuais desigualdades e, por fim, uma governança baseada na modernidade, na transparência e no debate democrático e ético.
Considerando esses quatro eixos, Jérôme Champagne elenca 11 proposições concretas para reformar a FIFA.
1. Revitalizar o debate democrático na pirâmide do futebol
2. Ampliar ainda mais os programas de desenvolvimento com base em novos mecanismos de solidariedade
3. Envolver ligas, clubes e jogadores no processo decisório
4. Restaurar o papel e a centralidade das federações dentro da FIFA, esclarecendo, ao mesmo tempo, as relações com as confederações
5. Adaptar a FIFA às mudanças do mundo para melhor refleti-las
6. Redistribuir as responsabilidades entre o presidente da FIFA, o Comitê Executivo e as federações
7. Reforçar as estruturas de governança da FIFA
8. Reformar a administração da FIFA
9. Superar o isolamento dos debates sobre arbitragem
10. Definir e aplicar um conceito mais global de autonomia
11. Reconectar a FIFA com "o povo do futebol"

Embora seja favorável ao fortalecimento dos poderes das federações, Jérôme Champagne sugere também uma ampliação do Comitê Executivo da FIFA, que passaria de 24 para 31 membros. O objetivo seria dar assento ao presidente do sindicato dos jogadores, FIFPro, e a um representante dos clubes e das ligas. Os demais assentos seriam atribuídos às zonas da África, Ásia, América do Sul e América do Norte, América Central e Caribe, cabendo ainda um assento reservado ao futebol feminino.
Em suas declarações públicas, Jérôme Champagne sempre defendeu o reequilíbrio de forças entre as partes envolvidas no futebol e também entre os continentes, a adaptação da FIFA às mudanças do século XXI (ética e transparência, novas tecnologias e renovação da arbitragem, por exemplo) e uma postura mais pró-ativa na correção do desnivelamento do futebol entre os continentes, países e clubes.

## Condecorações
- Oficial da Ordem Nacional do Cruzeiro do Sul (Brasil) (1997)
- Comendador da Ordem de Ouissam El Alaouite (Marrocos) (2004)
- Cavaleiro da Ordem Nacional do Mérito (França) (2005)